# Pierre-Nicolas Brisset
Pierre-Nicolas Brisset (n. 18 august 1810, Paris, Primul Imperiu Francez – d. 29 martie 1890, Paris, Franța) a fost un pictor și muralist francez în stil academic. Este cunoscut mai ales pentru scenele sale mitologice, istorice și religioase, dar și pentru peisaje și portrete pictate.

## Biografie
Tatăl său era producător de prese pentru tipar. La vârsta de optsprezece ani, a fost ucenic în atelierul lui Louis-Charles-Auguste Couder⁠(d) și mai târziu a studiat cu François-Édouard Picot.  În acest timp, a studiat și la École nationale supérieure des beaux-arts . O călătorie în Italia în 1835 l-a inspirat să picteze o serie de lucrări pe subiecte istorice, monumente și ruine, în special Ponte Nomentano⁠(d) de pe râul Aniene⁠(d).
În 1840, a primit Prix de Rome în pictură pentru reprezentarea lui Gaius Gracchus convocat în fața Senatului.  Din 1841 până în 1845, a locuit la Vila Medici din Roma. Pe când se afla acolo, a pictat „Sfântul Laurențiu arătând comorile bisericii”, care s-a bucurat de un mare succes când a fost expus la Salon⁠(d) și Palais des Beaux-Arts de Lille.
Din 1846 până în 1853, l-a ajutat pe Picot să picteze fresce la Biserica Saint-Vincent-de-Paul⁠(d), unul dintre cele mai mari proiecte de construcție din timpul regelui Ludovic Filip. De-a lungul anilor, a creat mai multe picturi murale proprii la Biserica La Sainte-Trinité⁠(d) și în Capela Fecioarei din Bazilica Sainte-Clotilde⁠(d), precum și la bisericile Saint-Augustin⁠(d) și Saint-Roch⁠(d).
În 1862, a contribuit la proiectarea unei bancnote de 100 de franci pentru Banca Franței. A folosit tehnologii noi, concepute pentru a preveni realizarea de falsuri, și a fost folosită până în 1923. Șase ani mai târziu, a fost numit Cavaler în Legiunea de Onoare.
În 1879, a participat la decorarea Grand Théâtre de Genève⁠(d), dar cea mai mare parte a lucrării sale de acolo a fost distrusă de incendiu în 1951. Unele dintre desenele sale pot fi încă văzute la Hôtel de la Païva⁠(d) și la Hôtel Matignon. În 1883, a luat parte la pregătirile pentru restaurarea frescelor de la Fontainbleau. A fost și profesor privat de artă. Cel mai cunoscut elev al său a fost Henri Gervex⁠(d).